# Asaphodes nehata
Asaphodes nehata är en fjärilsart som beskrevs av Felder 1875. Asaphodes nehata ingår i släktet Asaphodes och familjen mätare. Inga underarter finns listade i Catalogue of Life.